# クミカ
株式会社クミカ（CUMICA CORPORATION）は、埼玉県草加市に本社を置く不動産会社。東京証券取引所スタンダード市場上場企業。旧社名はリベレステ株式会社。

## 沿革
- 1970年（昭和45年）9月 河合組として創業。
- 1979年（昭和54年）6月 有限会社河合工務店設立。
- 1999年（平成11年）11月 リベレステ株式会社に商号を変更。
- 2000年（平成12年）12月 株式を店頭登録。
- 2024年（令和6年）6月 株式会社クミカに商号を変更[1]。

## 不祥事

### 出資法違反容疑による社長の逮捕
2023年5月25日までに警視庁生活経済課は、融資の条件として不動産を購入させ、売買代金名目で法定利息を超える金利を受領したとして、出資の受入れ、預り金及び金利等の取締りに関する法律（出資法）違反などの容疑でリベレステ社長の河合純二他2名を逮捕した。また、法人としてのリベレステも両罰規定を適用して書類送検する。6月23日には融資担当の社員を新たに書類送検した。調べに対し、「社長の発案、指示で、貸し付けを続けた」と容疑を認めているという。
同課は2012年～2020年まで同様の手口で30社に貸し付け、合法の取引を装って法定利息以上の金利を受領したとみて調べている。
6月29日、摘発逃れに契約書を細工した組織的な犯罪の処罰及び犯罪収益の規制等に関する法律（組織的犯罪処罰法）違反（犯罪収益隠匿）の疑いで、河合ら3人を書類送検した。同日、法人としてのリベレステも同容疑で書類送検した。3人と同社は2018年10月～19年8月、貸付先の東京都内の不動産会社など2社から受け取った違法な利息金約3487万円について、正当な不動産の販売代金かのように仮装した疑いがある。
7月5日にリベレステが出資法違反などの罪で起訴された。

### 社長による特別背任
2023年7月31日、リベレステが本来得るはずの利益を知人が経営する企業に得させたとして、警視庁生活経済課は会社法違反（特別背任）の疑いで、前社長の河合純二を書類送検した。書類送検容疑は、2021年5月～10月、同社の取引先企業3社に指示し、土地取引などの代金として本来は同社に支払われる約2454万円を知人男性の会社の口座に振り込ませたとしている。
同課によると、河合は知人に「転売利益10％」を約束して自社所有の山林を1億5000万円で売却。しかし、実際には1億円弱でしか転売できず、損失分を補填するために同社が得るはずだった利益を流用したとみられる。

## 歴代イメージキャラクター
- 生島ヒロシ
- 田辺靖雄・九重佑三子夫妻